# Satoru Matsuhashi
Satoru Matsuhashi (jap. 松橋暁 Matsuhashi Satoru; ur. 6 grudnia 1961 w Kazuno, w prefekturze Akita) – japoński skoczek narciarski.
Najlepsze wyniki w Pucharze Świata osiągnął w sezonie 1981/1982, kiedy zajął 59. miejsce w klasyfikacji generalnej.
Brał udział w Mistrzostwach Świata w Oslo i Seefeld in Tirol oraz Igrzyskach w Sarajewie, ale bez sukcesów.

## Puchar Świata

### Miejsca w klasyfikacji generalnej
| Sezon     | Miejsce |
| --------- | ------- |
| 1981/1982 | 59.     |
| 1983/1984 | 65.     |

## Igrzyska Olimpijskie
- Indywidualnie
  - 1984 Sarajewo (YUG) – 20. miejsce (duża skocznia), 34. miejsce (normalna skocznia)

## Mistrzostwa Świata
- Indywidualnie
  - 1982 Oslo (NOR) – 42. miejsce (duża skocznia), 38. miejsce (normalna skocznia)
  - 1985 Seefeld in Tirol (AUT) – 54. miejsce (normalna skocznia)